# فهرست کشورها بر پایه شمار زبان‌های رسمی
اینجا فهرست کشورها بر پایه شمار زبان‌های رسمی ارائه شده‌است. تنها کشورهایی با سه یا بیش از سه زبان رسمی در این فهرست آمده‌اند.

## فهرست
| کشور            | ملی | شامل اقلیت | منبع                         |
| --------------- | --- | ---------- | ---------------------------- |
| بولیوی          | ۳۷  | ۳۷         | [ ۱ ]                        |
| هند             | ۲۲  | ۲۲         | [ ۲ ]                        |
| تایوان          | ۱۸  | ۱۸         | [ ۳ ]                        |
| زیمبابوه        | ۱۶  | ۱۶         | [ ۴ ]                        |
| آفریقای جنوبی   | ۱۱  | ۱۱         | [ ۵ ]                        |
| نروژ            | ۸   | ۸          | [ ۶ ] [ نیازمند منبع ] [ ۷ ] |
| سوئیس           | ۴   | ۴          | [ ۸ ]                        |
| سنگاپور         | ۴   | ۴          | [ ۹ ]                        |
| بلژیک           | ۳   | ۳          | [ ۱۰ ]                       |
| بوسنی و هرزگوین | ۳   | ۳          | [ ۱۱ ]                       |
| بوروندی         | ۳   | ۳          | [ ۱۲ ]                       |
| کومور           | ۳   | ۳          | [ ۱۳ ]                       |
| اکوادور         | ۳   | ۱۵         | [ ۱۴ ]                       |
| گینه استوایی    | ۳   | ۳          | [ ۱۵ ]                       |
| فیجی            | ۳   | ۳          | [ ۱۶ ]                       |
| لوکزامبورگ      | ۳   | ۳          | [ ۱۷ ]                       |
| نیوزیلند        | ۳   | ۳          | [ ۱۸ ]                       |
| پاپوآ گینه نو   | ۳   | ۳          | [ ۱۹ ]                       |
| رواندا          | ۳   | ۳          | [ ۲۰ ]                       |
| سیشل            | ۳   | ۳          | [ ۲۱ ]                       |
| وانواتو         | ۳   | ۳          | [ ۲۲ ]                       |